# Гіпотеза Тета (теорія графів)
Гіпотеза Тета — спростована математична гіпотеза про те, що будь-який 3-зв'язний планарний кубічний граф має гамільтонів цикл, що проходить через усі його вершини .
Висловлена в 1884 році Пітером Тетом , спростована в 1946 році Вільямом Таттом , який побудував контрприклад з 25 гранями, 69 ребрами і 46 вершинами — граф Татта. Пізніше, 1988 року, знайдено контрприклад з 21 гранню, 57 ребрами і 38 вершинами і доведено, що цей граф мінімальний.
Умова 3-регулярності (3-регулярні графи називаються кубічними) необхідна, оскільки існують багатогранники, такі як ромбододекаедр. Ромбододекаедр утворює двочастковий граф і будь-який гамільтонів цикл у цьому графі має почергово змінювати частки (сторони) графа, так що число вершин в частках має бути однаковим, проте граф має шість вершин степеня 4 на одному боці і вісім вершин степеня 3 на іншому.
Якби гіпотеза була правильна, то з неї випливав би простий розв'язок задачі чотирьох фарб. Згідно з Тетом, задача чотирьох фарб еквівалентна задачі пошуку реберної 3-розмальовки кубічних планарних графів без мостів. У гамільтоновому кубічному планарному графі таку розмальовку ребер легко знайти — по черзі використовуємо два кольори для розмальовування ребер уздовж гамільтонового циклу, а третім кольором пофарбуємо решту ребер. Альтернативно можна побудувати розмальовку в чотири кольори граней гамільтонового кубічного планарного графа прямо, якщо використовувати два кольори для розмальовування граней всередині циклу і два кольори для граней зовні.

## Контрприклад Татта
Ключем контрприкладу є граф, який зараз називають фрагментом Татта. Якщо цей фрагмент є частиною більшого графа, будь-який гамільтонів цикл має проходити через (висяче) ребро при верхній вершині (і через одне з нижніх ребер). Шлях не може увійти через нижнє ребро і вийти через інше нижнє ребро.

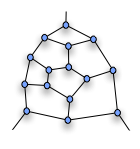
Фрагмент Татта

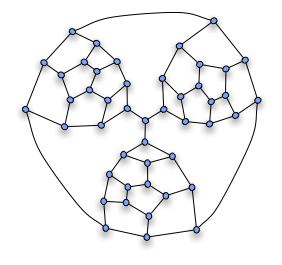
Контрприклад Татта — три фрагмента Татта, з'єднані в центрі

Фрагмент Татта використовується для побудови негамільтонового графа Татта, якщо скласти докупи три таких фрагмента. «Обов'язкові» ребра фрагментів, які повинні бути частинами гамільтонового шляху через фрагмент, з'єднані в центрі. Оскільки будь-який цикл може проходити тільки через два з трьох ребер у центрі, гамільтонового циклу для цього графа бути не може. Одержаний граф Татта є 3-зв'язним і планарним, так що він є графом багатогранника за теоремою Штайніца. Граф має 25 граней, 69 ребер і 46 вершин. Геометрично граф можна отримати з тетраедра (грані якого відповідають чотирьом великим граням на малюнку — три грані між парами фрагментів, а четверта грань є зовнішньою) шляхом багаторазового усічення трьох його вершин.

## Менші контрприклади
Як показали Голтон і Маккей 1988 року, існує рівно шість негамільтонових 3-регулярних багатогранників з 38 вершинами. Багатогранники утворені заміною двох вершин п'ятикутної призми тим самим фрагментом з прикладу Татта.